# Pedra Solteira
Pedra Solteira é uma rocha de aproximadamente 14 metros, em Tangará da Serra, Mato Grosso. A Pedra Solteira está situada na Serra Tapirapuã e é marco histórico e divisor dos municípios de Tangará da Serra e Nova Olímpia (Mato Grosso). O Local é muito utilizado para a escalada e rapel e tem tanta importância para a cidade que ela é mencionada no hino do município